# Mourad Khabir
Mourad Khabir, né le 12 avril 1974 à Sousse, est un handballeur international tunisien évoluant au poste d'arrière gauche.
Khabir est l'un des artisans de la progression du Chartres Métropole Handball 28, en huit ans, de Nationale 3 à la ProD2.

## Biographie
Mourad Khabir commence sa carrière à l'Étoile sportive du Sahel de Sousse, sa ville natale.
En 2005, Mourad Khabir arrive sous les couleurs du Mainvilliers-Chartres HB (MCHB),. Avant sa venue, le MCHB est en Nationale 3 et bute tous les ans sur la marche supérieure. Son association avec l'ancien international Raoul Prandi, entre autres, est l’élément déclencheur. Lors de sa première saison à Mainvilliers, le club reste invaincu en championnat. Puis, en Nationale 2, Saša Mitrović renforce l'équipe : la base arrière propulse le club vers la Nationale 1 en une seule saison. Quatre saisons en N1 et Mourad Khabir voit une troisième accession, en ProD2, l'antichambre de l'élite française. Au fil du temps, le handballeur passe du statut de joueur vedette à celui de doublure sur un autre poste, celui d'ailier. À partir de la saison 2013-2014, Mourad Khabir ne fait plus partie de l’effectif fanion mais évolue avec l'équipe réserve, pour encadrer les jeunes.